# Boulevard Jamin
Le boulevard Jamin  est une voie de la commune de Reims, située au sein du département de la Marne, en région Grand Est.

## Historique
Le boulevard dépend administrativement au quartier quartier Jamin et porte ce nom depuis 1886 à la place d'une partie de la rue du Champ-de-Mars.

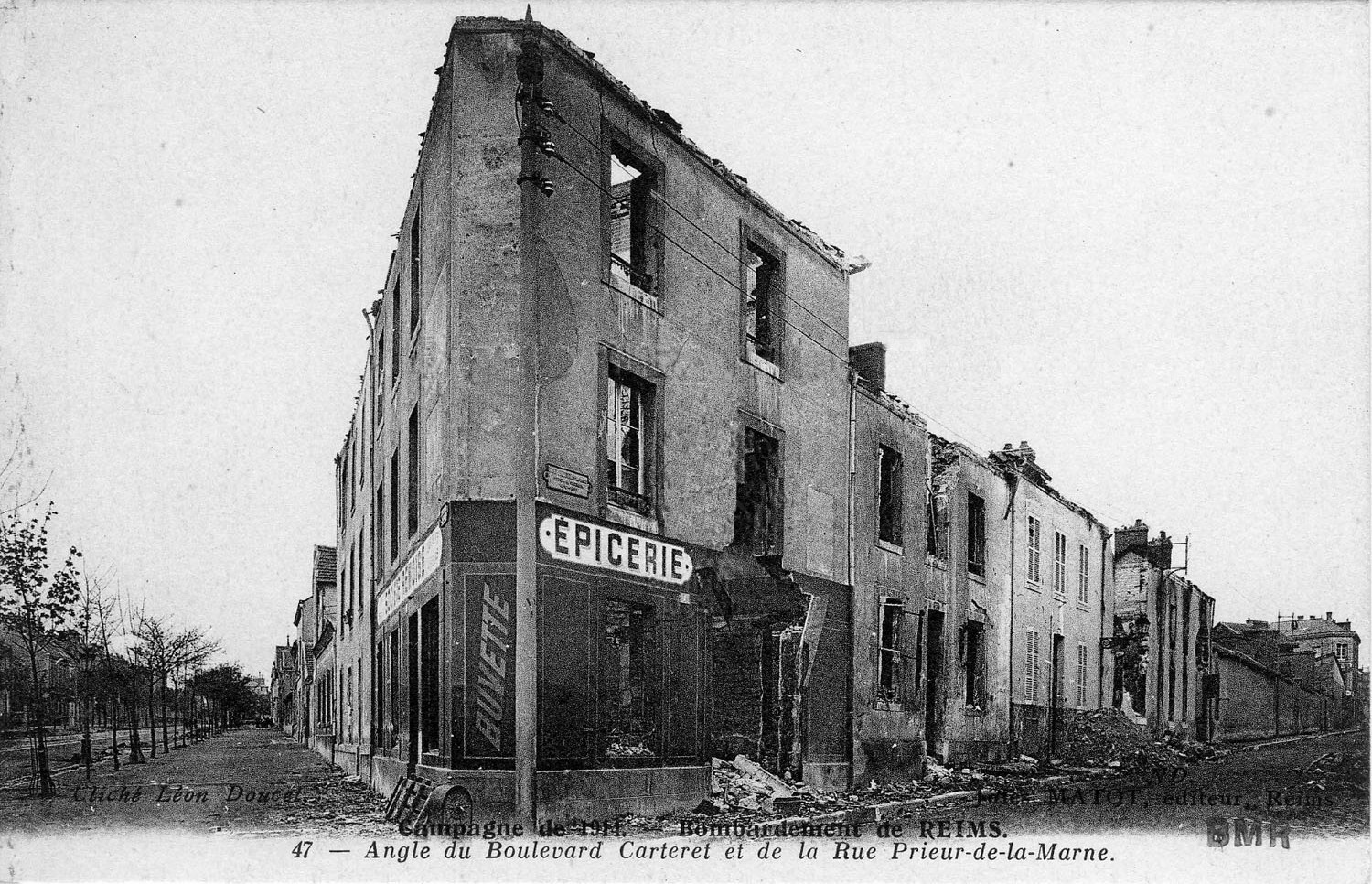
Destructions de la Grande Guerre à l'angle de la rue Prieur de la Marne.

## Origine du nom
Elle rend hommage au physicien français Jules Jamin (1818-1886).

## Bâtiments remarquables et lieux de mémoire
- Au n°42 : ancienne biscuiterie du Bastion;

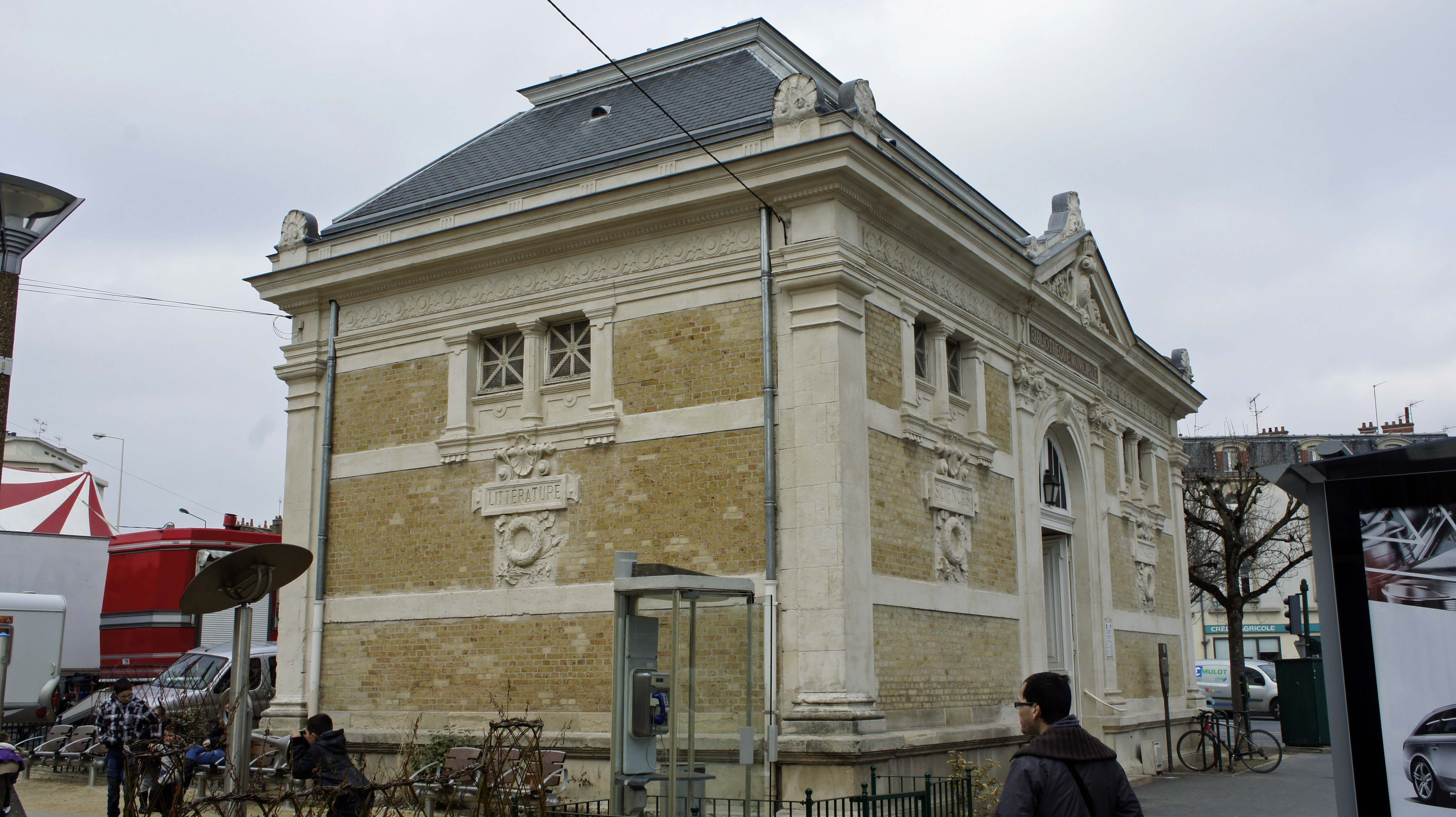
La Bibliothèque Holden à l'angle de Jean-Jaurès et Jamin.